# Мексиканское федеральное шоссе 200
Федеральное шоссе 200 (англ. Carretera Federal 200), также Carretera Pacífico, представляет собой федеральную трассу в Мексике. Данное шоссе является основным участком Панамериканского шоссе. Оно тянется вдоль Тихоокеанского побережья от Федерального шоссе 15 в Тепике, штат Наярит, на севере до границы с Гватемалой в Талисмане, штат Чьяпас, на юге.
Оно соединяет северные и южные регионы страны, обеспечивая связь между штатами и международными границами.

## Безопасность
Участок дороги между Компостелой и Лас-Варас, протяжённостью 129 километров, считается одним из самых опасных в Мексике. Причиной этому служит горный рельеф и двухполосное движение. В 2023 году здесь произошло два крупных ДТП, в результате которых погибло 28 человек. На юге страны, в штатах Герреро и Оахака, зафиксированы случаи нападения на туристов. Из-за этого сотрудники государственного департамента США ограничены в поездках по территории между Пинотепой и Гватемалой.

## Инфраструктура и модернизация
В рамках проекта «Jala-Puerto Vallarta» было построено три туннеля, включая 1,1-километровый туннель Гуамучил, и 45 мостов. Например, в районе Мансанильо было проложено шоссе 200D. Благодаря новым дорогам, таким как Jala-Las Varas, время в пути из Гвадалахары в Пуэрто-Валларту сократилось на два часа.

## Туристическое значение
Шоссе соединяет важнейшие курортные районы, включая:
- Пляжи (Пуэрто-Эскондидо, Хуатулько, Икстапа);
- Национальные парки (Лагуна-де-Маджо, Эль-Пико-де-Орисаба)[8].